# すぎやまこういち
すぎやま こういち（本名：椙山 浩一〈読みは同じ〉、1931年〈昭和6年〉4月11日 - 2021年〈令和3年〉9月30日）は、日本の作曲家・編曲家・指揮者。位階は従四位。
日本作編曲家協会（JCAA）常任理事、日本音楽著作権協会（JASRAC）評議員、日本カジノ学会理事、日本バックギャモン協会名誉会長、喫煙文化研究会代表。

## 生涯

### 生い立ち
1931年、東京府東京市下谷区（現在の東京都台東区）で、椙山庸吉、蔦子の長男として生まれる。父親の庸吉は1907年、奈良藩士の末裔である椙山家の人物と小学校教頭であった母の間の一人息子として神戸市に生まれ、旧制大阪高等学校を経て東京帝国大学薬学部を卒業後、昭和薬科大学で教鞭を執り、1938年より愛知県庁の衛生技官を務め、1942年に厚生省本省に転じ、1952年に保安庁に出向したという経歴を持つ人物だった。母親の蔦子は、1909年、大分県竹田市浄土宗のお寺の7番目の子として生まれ、6歳の時に養子に出された。
祖母が子守唄として讃美歌を歌っていたことや、両親が音楽好きだったことから、幼少から音楽に親しむ。また両親がゲーム好きだったことから、物心がついたころから自身もゲーム好きだった。
小学校時代は父の仕事の影響で引越しが多く、1年（東京市鷹番尋常小学校）、2年 - 5年（清水尋常小学校）、5年 - 6年（市川真間小学校）と転校を繰り返す。名古屋に住んでいたころから鼻歌で作曲を始めるようになる。カール・ブッセの「山のあなた」にメロディをつけた。

### 中学～高校時代
旧制の千葉県立千葉中学校（現：千葉県立千葉中学校・高等学校）に入学するものの、戦況の悪化に伴い、大分県竹田市・岐阜県坂下町に疎開。戦後、東京に戻るが、食糧不足から壊血病になり死にかける。この時期、父が焼け残った自宅の反物を持って、荻窪の駅前にあったレコード屋に行き、物々交換でベートーヴェンのレコードやオーケストラの楽譜（交響曲第6番と第7番のスコア）を手に入れてきてくれたので、それを元に独学でクラシック音楽の勉強を重ねた。具体的には、「田園」のレコードを蓄音機で聴きながら、当時の竹のレコード針ではほぼ再生できないコントラバスのパートを声で歌って補うことで、和声の基礎であるバス進行のセオリーを身につけていった。
旧制の東京都立武蔵中学校（現：東京都立武蔵丘高等学校。旧制の7年制高等学校である武蔵高等学校ではない。）2年に編入。ここで青島幸男や砂田実と知り合い、青島とは生涯の親友になる。すぎやまが級長、砂田が副級長、青島が問題児という関係であり、退学寸前の大問題を起こした青島を砂田と共に職員会議に乗り込んで助けたことがある。
1949年（昭和24年）に新制の成蹊高等学校に第1期生として入学すると、音楽部を創立した。3年の時には戦時中に活動休止していた学内オーケストラを再組織し、指揮と編曲を務める。このオーケストラには成蹊中学校の服部克久も参加（トランペット担当）。服部はその後もすぎやまに誘われる形でジャズバンドにも参加している。またそのジャズバンドではすぎやまはベーシストを担当していた。卒業が迫ったころには谷桃子バレエ団の依頼でオペラ用に「子供のためのバレエ『迷子の青虫さん』」を作曲。このバレエは何度も再演された。

### 音大を断念して東大に
当初は音楽大学への進学を望んでいたが、音楽大学に入学できるほどにピアノが弾けなかったことから断念し、東京大学理科II類に進学。学業に専念できず、音楽活動と遊びに専念。3年次、自由な時間がなくなるのを嫌って、教育学部教育心理学科へ傍系進学。しかし、教官が（授業にあまり出ない）すぎやまの顔を覚えていたために、テストを受けさせてもらえないなどしたため1年留年して卒業。
卒業後、父のコネで工場の品質管理のアルバイトをしていたが、「子供のためのバレエ『迷子の青虫さん』」の再演を音楽評論家の有坂愛彦（当時文化放送芸能部長）が気に入り、引き抜かれる形で文化放送に入社。1年報道部で務めた後、芸能部に移り、「日立コンサート」を担当。
1958年、「これからはラジオの音楽番組はコスト面で不可能になる」と判断し、開局準備中だったフジテレビに移籍する。

### フジテレビ入社から退社まで
フジテレビ入社後、ディレクターとして『おとなの漫画』を担当。次いで、ラジオのヒットパレード番組をテレビに移植した形になる『ザ・ヒットパレード』を企画。当初は「ヒットパレード系の番組はラジオだからこそ出来るものだ（実際に現場に歌手を大量に集めるのは困難だ）」と局内、広告代理店、スポンサー全てが難色を示していたが、ナベプロ社長の渡辺晋が話に乗り、ナベプロの歌手をノーギャラで出す代わりに、企画・編集にナベプロをクレジットするという大人のやり取りを経て放送にこぎつけた。このいきさつは後年『ザ・ヒットパレード〜芸能界を変えた男・渡辺晋物語〜』としてドラマ化された。
当初は予算がなく、狭いスタジオを広角レンズで撮って広く見せたり、すぎやま自身でテーマソングを作曲するなどして対応していた。また、1964年から2010年までの長年に渡り、正月・元日の看板番組になっていた大型バラエティ番組『新春かくし芸大会』もすぎやまと渡辺の2人が主導する形で制作・放送されていた。上記の『おとなの漫画』『ザ・ヒットパレード』に関しては、ニュース性があり、それゆえに確実にネタ切れしないだろうと考えていたという。
1960年代からディレクター業と並行してCMの作曲家としても精力的に活動していたが、ミュージシャンへの楽曲提供も始めるようになり、それらの曲がヒットするようになると、自分の番組に自分の曲が出てしまうために変な憶測をされないように苦慮するようになり、またJASRACとフジテレビが著作権料の支払いで揉めるなどし始めたために、当時既に給料より作曲家としてのギャラの方が多かったこともあり、1965年4月にフジテレビを退社した。

### フリー以降
退職後、フリーのディレクターとしてフジテレビの番組やFMのラジオ番組に携わっていたが、1968年から作曲活動に専念。作曲家としてザ・タイガース（デビュー前から関わり、彼らの命名者でもある）やザ・ピーナッツの黄金時代を支えた。
1970年代に入ると特撮音楽、中盤になるとアニメ音楽を数多く手がけるようになり、1978年には劇場版『科学忍者隊ガッチャマン』のBGM（サウンドトラック）の作曲・編曲・指揮を担当し、『交響組曲 科学忍者隊ガッチャマン』という形で発表（NHK交響楽団が演奏した初のアニメ用サウンドトラック）。

### ドラゴンクエストの作曲
1980年代半ばになると、ゲーム音楽を手がけるようになる。きっかけは夢中になっていた将棋ゲーム『森田将棋』（エニックス）に「ご意見を」と求める葉書が付いており、そこに「終盤は強いけど、序盤の駒組みがイマイチ」「音楽が入っていないので、何とかしたら」などと書いて送ったところ、担当者の目に留まったことによる。
ゲーム音楽の作曲は、エニックスのPCゲーム『ウイングマン2 -キータクラーの復活-』が最初である
。
1986年に『ドラゴンクエスト』の作曲を担当したのをきっかけに、「ドラゴンクエストの作曲家」として有名になり、以降ゲーム以外の仕事を自ら減らし、専らゲーム作曲家として活動。この時期にオーケストラへの興味が増し、1987年から毎年オーケストラなどを率いて『ファミリークラシックコンサート』『「ドラゴンクエスト」コンサート』などのコンサートを行っている。自ら指揮者として出演することも多かった。

### 晩年
2004年にはSUGIレーベルを設立。かつて様々なレコード会社から販売されていた『ドラゴンクエスト』関連のアルバムの販売を一元化するとともに、旧作の再発売や再演奏・再録音などを行っている。
2012年には政治評論家の三宅久之ら保守派論客たちと共に、安倍晋三総理大臣を求める民間人有志の会を発足させ、その後の2012年自由民主党総裁選挙で安倍は総裁に返り咲き、同年12月には2度目の内閣総理大臣に就任した。
2016年9月3日、東京芸術劇場コンサートホールで行われた『第30回ファミリークラシックコンサート-ドラゴンクエストの世界-』中に、『世界最高齢でゲーム音楽を作曲した作曲家』（2016年1月28日時点）としてギネス世界記録をサプライズ受賞した。その後もドラゴンクエストシリーズの新作が発売されるごとに自らギネス記録を更新している。
2018年秋の叙勲で旭日小綬章を受章。
2020年、文化功労者に選出された。
2021年7月23日、2020年東京オリンピック開会式の各国入場行進曲として『ドラゴンクエスト』「序曲：ロトのテーマ」が使用される。

### 死去
2021年10月7日、敗血症性ショックのため、同年9月30日に死去していたことがスクウェア・エニックスの『ドラゴンクエスト』公式サイトで発表された。90歳没。
墓所は麻布山善福寺。
すぎやまの訃報が発せられたことを受けて、日本中央競馬会（JRA）は同年10月10日に東京競馬場（第4回東京競馬第2日目）で施行された第72回毎日王冠競走（GII）では、すぎやまを追悼し、通常は東京及び中山競馬場で使用されるすぎやま作曲のGIレース（東京優駿（日本ダービー）や有馬記念など）本馬場入場曲「グレード・エクウス・マーチ」及びGIファンファーレが演奏された。
テレビ朝日系の音楽番組『題名のない音楽会』は、同年10月23日放送分の内容を急遽変更し、追悼番組として「すぎやまこういちの音楽会 ～そして伝説へ」と題し『DQ』楽曲や「亜麻色の髪の乙女」などを放送した。
日本政府は同年11月2日にすぎやまの音楽界への貢献などを多とし、従四位と旭日中綬章を追贈することを閣議決定した。
2021年12月11日、東京築地本願寺にて、すぎやまこういちお別れの会が行われた。午前中関係者の部として、堀井雄二、千田幸信、宮本茂、東京都交響楽団コンサートマスターの矢部達哉、同じく都響の音楽監督であり指揮者の大野和士が弔辞を行い、安倍晋三元内閣総理大臣などから寄せられた弔電が読まれ、東京都交響楽団、指揮大野和士により献奏が行われた。関係者の部はyoutubeにて一般公開され、午後より一般の弔問を受け付けた。併設された展示場にて、すぎやま縁の指揮棒、楽譜、マスターテープなどが展示された。

## 人物

### 音楽活動
- 名義にひらがなを使用しているのは、本名の「椙山」を「まさやま」と誤読されたり、「杉山」と間違って書かれることが多いから、としている[16]。また、「誰もが分かるように」したためとも語っていた[39]。
- 「B面の王者」を自称しており、「花の首飾り」や「学生街の喫茶店」のように当初はシングルB面ながらラジオでのオンエアなどで徐々に人気が出てロングセラーになったという例がいくつかある。インタビューでは「（9歳下の）筒美京平さんは狙ってヒットを打てるすごい作曲家だが、自分は頑固なんで時流に乗った曲作りはできなくて」と語っている[40]。
- 『ザ・ヒットパレード』で音楽を担当した宮川泰とは同い年（学年は宮川が早生まれのため一つ上）だが、作曲家になる勉強のために宮川の書いた譜面を参考にしていたため「師匠」と呼んでいた[41]。
- ポップスやクラシックを多く作曲しているが、少数でありながら現代音楽、実験音楽も作曲している。また、ジャズに関しては親交のあった色川武大によると著書にて「すぎやまさんはジャズ嫌い」[42]と書かれているが、実際はドラクエのカジノの音楽などジャズ調の曲も多く作曲している。また、 演歌について「演歌こそ日本民族の音楽である、という権威付けは間違いである」「音楽芸術の面から見れば、瀧廉太郎から始まりすくすくと育っていた日本の音楽文化に、暗黒時代を築いたと断言してよい」「我々コンポーザーの間でも演歌を歌とは認めても、音楽的には優れた美しいものと認めている人は少ないのではないか」と否定的な見解を自著に記している[43]。ただし、風来のシレンシリーズでは演歌調の曲も作曲している。
- 『伝説巨神イデオン』や『ゴジラvsビオランテ』などを担当した音楽プロデューサーの藤田純二は、すぎやまは映像作品のBGMを場面ごとに細かく作るのではなく組曲形式で作曲していたが、休符を多用することで切り取りやすくしていたと証言している[44]。

### 趣味・嗜好
- 趣味はクラシックカメラとゲーム（ビデオゲームに限らず様々なおもちゃ）の収集[45]、読書と食べ歩き[46][47]。
- ゲーム好きであり、日本カジノ学会理事、日本バックギャモン協会名誉会長[48]などを務めていた。ドラゴンクエストシリーズはキャラクター全員をレベル99、100時間以上やり込むなどの話も有名である[49]。
- 喫煙者であり、20歳の誕生日から1日20 - 30本のたばこを吸っている[50]。昨今の嫌煙の風潮については「禁煙ファシズム」「喫煙いじめ」などと称し反発しており、西部邁らと共に「喫煙文化研究会」を設立し、代表に就いている[51]。同じく喫煙者である淡路恵子と話した際、「肺がんになれば納得。他のがんだったら許さない」と2人で大笑いしていた[52]。

### ドラゴンクエストとの関係
1985年8月にエニックス（現スクウェア・エニックス）から発売されたパソコン版ソフト『森田和郎の将棋』の序盤の駒の組み方に疑問を持ったすぎやまは、同ソフトに添えられていたアンケートハガキを熱心に書いたが、投函するのが面倒になりほったらかしにしていた。妻がそれを見つけて投函したところ、エニックスの担当者からゲーム音楽の依頼が入り、『ウイングマン2 -キータクラーの復活-』の作曲を担当することになり、エニックスとつながりができた。
その直後、同じくエニックスがプロデュースしていた『ドラゴンクエスト』に、内部スタッフが作った音楽の出来が良くないという事態を受けて、エニックスから依頼を受けて制作に参加した。しかし当時の開発陣であるチュンソフトは学生のサークル活動の延長上にあり、さらにはチュンソフトによる「ドラゴンクエスト」のゲームサウンドがある程度出来上がった時期でのすぎやまの参加が伝えられたため、特に中村光一は強く反対をした。初対面時は、途中から外部の人間、それも当時既に50代であった大人が加入することに対して「異分子が入ってきたぞ」「よそ者だ」と警戒され、「ゲーム好き」というのも信じてもらえずに色眼鏡で見られていたという。
堀井雄二や千田幸信が間を取り持ちつつ、すぎやまは場の雰囲気を和らげるため、バックギャモンの話に始まってゲームにまつわる話題で会話をするうちに無類のゲーム好きであることが伝わり、当時日本に二台しかなかったビンゴ・ピンボールにハマり仕事後数時間かけて横浜に行って遊んでいたことなどを話すうちに尊敬のまなざしを受けるようになったという。こうして一ゲームファンとして受け入れられていった末に正式な依頼を受け、作曲に携わることになった。
当初はロック調でと注文されたが、すぎやまが中村光一に「ドラゴンクエストとはどういう世界のゲームか？」と尋ねたところ「中世の騎士物語」と言われ、ゲームの世界が「中世の騎士物語」ならばクラシック調がふさわしいとすぎやまは主張し、クラシックをベースにした基本コンセプトが固まった。
マスターアップ直前のことであり、1週間で全ての楽曲を製作。すぎやまはCMや絵映像音楽などで短期間・短時間での作曲の経験（最も短いもので、12時間で仕上げる依頼もあった）が豊富であったため、特に苦労することもなかったという。また、「ちょうど作曲が好調な時期だったことも大きかった」としている。
「序曲」のメロディはすぐにでき、それを「54年と5分で出来た曲」と言い、それまでの54年の人生があって初めて「序曲」を生み出すことができたという言い方をしている。また、ゲームのフィールドや戦闘中の音楽に関しては、「何百回も聞くものであるから、聞き飽きないものを心がけている」という。
編曲に関しては、本来ならばオーケストラで演奏する編成を、ファミコン音源の3音へ絞り込むのに苦労したというが、すぎやま本人は「音源が少ないから作曲できないなんていうのはプロではない」と言い切り、一切文句を言わなかった。
以降、全シリーズの作曲のみならず開発の初期段階（企画立案の段階）からプロジェクトチームの一員として参加している。そのため、テストプレイヤー(デバッガー)としてもエンディングのスタッフロールで名を連ねている。
シリーズ楽曲は交響組曲「ドラゴンクエスト」、イン・ブラスバンド、オン・ピアノ、オン・エレクトーン、弦楽四重奏、金管五重奏、吹奏楽などに編曲され、演奏楽団を自ら指揮しコンサートを行っていた。近年は東京都交響楽団などを中心にオーケストラコンサートを各地で行っていた。雅楽においては、むつのをによる演奏で執り行われた。
音楽以外では、1995年9月にバレエ「ドラゴン・クエスト」がスターダンサーズ・バレエ団によって初演され、以後も数年おきに再演されている。

### 政治的主張と立場
国家基本問題研究所評議員、教科書改善の会賛同者、「国籍法の是正を求める国民ネット」代表委員、歴史事実委員会委員、朝日新聞を糺す国民会議代表呼びかけ人、放送法遵守を求める視聴者の会呼びかけ人などを務めた。
2010年2月、三橋貴明、西村幸祐らと共に、「日本人による日本人のためのメディア」という趣旨の下、“メディアを監視する”ウェブサイト「メディア・パトロール・ジャパン」(MPJ。2021年7月現在ウェブサイトは消滅) を立ち上げた。また、コラムを執筆した。同年5月、藤井厳喜と西村幸祐が鳩山由紀夫を「公職選挙法違反」の容疑で告発した際、署名の中にすぎやまも名を連ねた。
2012年9月5日、すぎやま、三宅久之、金美齢、長谷川三千子など保守系の著名人28人は、同年9月の自由民主党総裁選挙に向けて、「安倍晋三総理大臣を求める民間人有志の会」を発足させた。同日、同団体は安倍晋三の事務所に赴き、出馬要請をした。9月26日、総裁選が実施され、安倍が当選した。
政治家に対する直接的な支援としては、松原仁・稲田朋美・城内実などの応援曲の作曲を手掛けたほか、2012年には稲田に計250万円（夫人・之子名義のものを含めると計450万円）、安倍晋三に計160万円、中山成彬に130万円、中山恭子に80万円、赤池誠章に50万円を献金するなど、金銭面での支援も行っている。
ニューヨーク・タイムズ紙やワシントン・ポスト紙に、「南京事件の被害者が30万人という説、およびそれに基づく日本軍の虐殺行為は事実として認められない」という趣旨の意見広告を載せようとし、一度は断られたが、2007年6月14日付ワシントン・ポスト紙に歴史事実委員会名義で「THE FACTS」（慰安婦問題について強制性はなかったとし、アメリカ合衆国下院121号決議案採択阻止を目指す目的の意見広告）が掲載された。これを主導し、広告費全額を負担したのはすぎやまである。決議案は採択されたが、すぎやまは「広告掲載を受けて当時の下院採決には十数人しか出席しなかった。広告には効果があった」と主張している。
2015年11月、放送局に対し放送法遵守を求める「放送法遵守を求める視聴者の会」を興した。
いわゆる一票の格差是正に向けた「一票の格差を考える会」の発起人となり、2000年2月より意見広告、情報収集、ラッピングバスキャンペーンなどを展開していたが、2017年12月に活動終了を報告した。
2015年7月に放送されたチャンネル桜の「日いずる国より」内の杉田水脈との対談で、杉田の反LGBT発言に同調。3年後の2018年、この様子がTwitterで拡散され、話題になった。スクウェア・エニックスはAnime News Networkの取材に対し、『個人の見解は、会社の見解・活動を代弁するものではありません。スクウェア・エニックスは様々な信条、性的指向、性同一性を有するスタッフを多く採用しています。ポリシーの問題として、私たちはあらゆる差別・いやがらせを容認しておらず、世界中のすべての人の性的指向・性同一性の多様性を尊重しています』と声明を出した一方、今後すぎやまとの関係を継続するかどうかの回答を避けた。それ以降もすぎやまはスクウェア・エニックスとの関係を継続しており、ドラゴンクエスト35周年特設ページにメッセージを寄せている。2020年東京オリンピック開会式に「序曲：ロトのテーマ」が使用された際、この件を再びクローズアップする一部メディアも存在した。また、すぎやまは自身の公式サイトでは「LGBTであることで理不尽に差別されるのは是正されなければならない」と述べた。

### 著作権に対する立場
日本音楽著作権協会 (JASRAC) 評議員であり、違法コピーを否定する立場を取っている。自らのサイトでは「人には人権・音楽には著作権」という標語を掲げている。簡単に非劣化でコピーできてしまうCDの存在に頭を痛めており、自らのサイトでは「昔のレコードなら、中古で出回っても、使うごとに磨り減るから音質が下がっていったのに」と、レコードを懐かしむ趣旨の発言をしている。
コピーコントロールCD (CCCD) が出始めのころは、「CDの著作権を保護するためには少しの欠点は我慢しても容認すべき」として認める立場を取っていた。しかし、再生装置を破壊することがあることなどが発覚してから普及を諦めるが、「一刻も早くCCCDにかわる新技術の登場が待たれる」と発言し、新しいコピーガード技術の早期の確立が望ましいという考えを示した。また、「現在は、音楽のコピーし放題が許される状態。法改正も視野に入れて考える問題でもある」と、音楽のコピーを法規制するべきとの考えも示している。

### 家族
妻の椙山 之子（すぎやま ゆきこ）は東京芸大卒で元東京都交響楽団ヴィオラ奏者。ザ・タイガースの収録で知り合い結婚。2021年現在、スギヤマ工房の取締役を務めている。
実弟の椙山 三太（すぎやま さんた）はパイロット「ハッパふみふみ」、サントリーホワイト「Get with it（サミー・デイビス・ジュニア）」やJAL「企業イメージ／ジャネット・ジャクソン」ホンダ「CITY」などのヒットCMを手がけたCMディレクター。
実妹の椙山 由美（すぎやま ゆみ）は「ランナウェイ（シャネルズ）」「トリトン」などを手がけた音楽ディレクター・プロデューサー
実妹はフジテレビの後輩プロデューサー・ディレクターで後に「白いギター」や「雨の御堂筋」などのヒット曲を出す作詩家の林春生（本名：林良三）に嫁いだ。そのため、林春生は義弟に当たる。
長男は、石田班に属していたフジテレビのプロデューサーの時宗大。『ミュージックフェア』の演出をはじめ、ドラマ『ザ・ヒットパレード〜芸能界を変えた男・渡辺晋物語〜』では音楽監修も担当し、番組最後のスタッフロールで「すぎやまjr」と表記された。2015年現在は『アイドリング!!!』のコンテンツプロデューサー。また、日本最大級のアイドルイベント『TOKYO IDOL FESTIVAL』の総合演出も担当している。

## 評価
- 桑田佳祐（サザンオールスターズ）はすぎやまの才能や人柄への敬意を度々語っており、すぎやまがパーソナリティを務めたラジオ番組を愛聴していたほか[104]、「君だけに愛を」「学生街の喫茶店」「恋のフーガ」「銀河のロマンス」を『ひとり紅白歌合戦』でカバーしている[105][106]。特に「学生街の喫茶店」に関しては「ものの見事に完成されたプログレッシブ・ロックなんだよね」と高く評価する発言をしている[107]。
- 『ドラゴンクエストシリーズ』の生みの親であり堀井雄二は「気さくな人で、偉ぶるような所は全くない人でした」とすぎやまの人柄を評価し、すぎやまとキャラクターデザインを担当した鳥山明を「奇跡のメンバー」と称えている[108]。

## 作品

### ゲーム
- ドラゴンクエストシリーズ[4] - シリーズ内のほぼ全ての作品を担当。

- 風来のシレンシリーズ[4]
  - 不思議のダンジョン2 風来のシレン
  - 不思議のダンジョン 風来のシレン2 鬼襲来!シレン城!
  - 不思議のダンジョン 風来のシレンGB 月影村の怪物
    - 不思議のダンジョン 風来のシレンGB2 砂漠の魔城以降は既存曲のみ（新曲は松尾早人が担当）
- 旧エニックスPCゲーム作品
  - ウイングマン2 -キータクラーの復活-
    - ウイングマンスペシャル -さらば夢戦士-

  - ガンダーラ 仏陀の聖戦
  - ジーザス（1987年パソコン版、1989年ファミコン版） - この作品では音楽がストーリーの謎解きに関わる[109]。
    - ジーザス2

  - アンジェラス 〜悪魔の福音〜
  - ワールドゴルフ2
    - ワールドゴルフ3

  - 46億年物語
- その他の作品
  - 半熟英雄 あぁ、世界よ半熟なれ…!![4]
  - 赤川次郎の幽霊列車
  - テトリス2+ボンブリス（ファミコン版）
  - バックギャモン（マッチプレイ/デモンストレーション音楽の1曲のみ）
  - モノポリー（スーパーファミコン版）
  - いただきストリート2 〜ネオンサインはバラ色に〜（MAP15「アレフガルド」のみ、それ以外は全て筒美京平が担当）
  - スターコマンド〜暗闇の侵略者〜
  - サイバリオン（スーパーファミコン版、監修のみ）

### アニメーション
- 子鹿物語 THE YEARLING - 主題歌・BGM
- スカイヤーズ5 - 主題歌
- わんぱく大昔クムクム - 主題歌
- 伝説巨神イデオン - 主題歌・BGM[4]
  - THE IDEON 接触篇/発動篇 - 主題歌・BGM
- 科学忍者隊ガッチャマン（劇場アニメ版） - BGM[4]
- 科学忍者隊ガッチャマンII - 主題歌
- マシンハヤブサ - 主題歌
- サイボーグ009（第2期） - 主題歌編曲・BGM
- まんが世界昔ばなし - 主題歌
- まんがことわざ事典 - 主題歌・BGM
- シリウスの伝説 - 主題歌・BGM ※劇場アニメ
- 魔法騎士レイアース - 音楽監修
- ドラゴンクエスト（勇者アベル伝説） - 原曲BGM
  - DRAGON QUEST -ダイの大冒険-（1991年版） - 主題歌・原曲BGM
    - ドラゴンクエスト ダイの大冒険（劇場アニメ版） - 音楽
    - ドラゴンクエスト ダイの大冒険 起ちあがれ!!アバンの使徒 - 音楽
    - ドラゴンクエスト ダイの大冒険 ぶちやぶれ!!新生6大将軍 - 音楽

  - ドラゴンクエスト ユア・ストーリー（2019年8月2日公開） - 音楽

### 映画
- 地獄の蟲 - 主題歌・BGM
- ゴジラ対ヘドラ - 挿入歌[4][8]
- ゴジラvsビオランテ - BGM[4][8]
- リトル・シンドバッド 小さな冒険者たち - BGM

### テレビ
- 帰ってきたウルトラマン（1971年） - 主題歌[110][4]
- 元気です!（1980年 – 1981年） - BGM

### 舞台
- ドラゴンクエストシリーズ - 原曲BGM
  - ミュージカル 「ドラゴンクエスト」（1992年）
  - バレエ「ドラゴン・クエスト」（1995年 - 2007年）
  - ドラゴンクエストライブスペクタクルツアー（2016年）

### 楽曲提供
- あいざき進也「愛の誕生日」
- 朝比奈マリア「ディスコ・ギャル」
- アダムス - 「明日なき世界」「影」（1969年）
- 太田裕美 - アルバム「思い出を置く 君を置く」の全曲を作曲。作詞：サトウハチロー
- ザ・カーナビーツ - 「泣かずにいてね」「チュッ！チュッ！チュッ！」「悲しみのベル」「マイ・ベイビー」
- 柏原芳恵 - 「恋はマシュマロ」「迷い子天使」「ひとりごと」
- ガロ - 「学生街の喫茶店」[4]「君の誕生日」
- キャンディーズ - 「ハート泥棒」
- 西城秀樹 - 「あの愛をふたたび/いつも二人で」（1976年）
- ジャッキー吉川とブルー・コメッツ - 「センチメンタル・シティ」（1966年）
- ザ・ジャガーズ - 「いつか誰か」「フェニックス〈不死鳥〉」
- シャープ・ホークス - 「遠い渚」（1966年）グループ・サウンズとしては、最初のヒット曲。「海へかえろう」（1967年）
- 朱里エイコ - 「恋のおとし穴」「ジ・エンド・オブ・ラブ 」「恋のアングル」「クレイジー・ラヴ」
- 城みちる - 「星空への誓い」
- スラップスティック - 「クリスタル・ムーン」「ピンナップ・レディ」「冬の海」「純愛物語」「ハートブレイク サンセット」「モシモシ……」「メチャ メチャ LOVE YOU」「赤い靴の少女」「ONLY YOU」「ホッピング・セブンティーン」「アンコール」「遠い渚」
- ザ・タイガース - 「花の首飾り」[4]「君だけに愛を」[4]「モナリザの微笑」[4]など、タイガースの大半の曲を提供。
- ザ・ダイナマイツ - 「ユメがほしい」「大人の戦争」
- 橋幸夫 - 「思い出のカテリーナ」「雨のロマン」など、アルバム「源氏物語」の全曲を作曲。
- 日髙のり子 - 「初恋サンシャイン」「PRETTY LOVE」
- ピーターズ - 「キャンディ・ガール」「白い荒野」
- ザ・ヴァン・ドッグス - 「天使は眠らない」
- ヴィレッジ・シンガーズ - 「亜麻色の髪の乙女」（1968年）[4][注 5]
- ザ・ピーナッツ - 「恋のフーガ」[4]「ローマの雨」[4]
- 藤浩一 - 「故郷の悲しき星」「涙のギター」（1966年）
- 堀内美紀 - 「恋の呪文」「さらば恋の日」「可愛い女ひとり」「ミスティ東京」「熱い恋」「あとは知らない」「貴方のせいよ」「愛の矢は放たれた」「別れて そして」「或る朝のわかれ」「気楽にいこうよ世の中を」「信じていたい」
- 牧野アンナ - 「Love Song 探して」（1987年）『ドラゴンクエストII 悪霊の神々』において「復活の呪文」入力画面で流れる楽曲
- 森昌子 - 「野木町賛歌 ふれあいの町」（1985年）栃木県下都賀郡野木町の町民歌
- レオ・ビーツ - 「哀愁のシルバーレイン」「別れの歌」
- ザ・ワンダース - 「霧と恋」（1967年）作詞：橋本淳

### CMソング
2000曲以上手がけている。
- サロンパス（久光製薬）歌：十田敬三
- ライオン チャーミー（ライオン）歌：藤浩一
- キンチョーサッサ（大日本除虫菊）
- ロッテ 小梅、小夏（ロッテ）歌：町田義人
- ニベア スキンミルク（ニベア花王）歌：前川陽子
- マイ・プラチナ（プラチナ萬年筆）
- ハウスバーモントカレー（ハウス食品）歌：西城秀樹
- ネスカフェ プレジデント（ネスレ日本）
- キリンレモン（キリンビバレッジ）
- 日清 麺職人（日清食品）
- ポカリスエット（大塚製薬）
- ユーバン（味の素ゼネラルフーヅ）
- レモンスカッシュ（不二家）
- コカ・コーラ「青い空青いからコカコーラ」（コカコーラ）[112]
- 明治ハイミルクの歌（明治製菓 ※現：明治）
- アクア（トヨタ自動車）
- ファミリアロータリークーペ（東洋工業）[112]

### その他
- 日本中央競馬会
東京競馬場・中山競馬場で使用されるファンファーレ
東京競馬場・中山競馬場・福島競馬場・新潟競馬場の本馬場入場曲（一般競走、特別競走は2007年まで使用。重賞競走については2009年まで使用されていたが、そのうちGI競走（「グレート・エクウス・マーチ」）は休止期間を経て、2012年以降皐月賞、オークス、日本ダービー、天皇賞（秋）、有馬記念で再び使用されている）
「キング・オブ・ターフ」（中山競馬場開場時に流されていたBGM）
- NHK交響楽団
委託により『オーディオ交響曲 第1番』（1976年）、『同 第2番』（1977年）を提供。第1番の第四楽章冒頭部は、当時NHK教育テレビで放送されていた『技能講座オーディオ入門』のオープニングテーマとしても使用。
依頼により『弦楽のための舞曲 I&II』を提供。すぎやまの曲の中では珍しい純音楽的作品。1991年にロンドン・フィルハーモニー管弦楽団により再録された。
- ザ・ヒットパレード
フジテレビディレクター時代に自らがテーマを作曲。
- サウンド・イン・ナウ 1971年 - 1977年
FM音楽番組のパーソナリティーでトーク。カラオケという言葉を一般に普及させた。当時の放送局 FM東京(FM 80MHz)（現在のTOKYO FM）。
- 立憲民主党衆議院議員・松原仁
応援曲「JIN・ジン・じん・仁・松原仁」
- 自由民主党衆議院議員・稲田朋美
応援曲「正しい政治」
- 自由民主党衆議院議員・城内実
応援曲「信念つらぬく 城内みのる」
- 東京メトロポリタン・ブラス・クインテット
「金管五重奏組曲 〜東京・メトロポリタン・ブラス・クインテットのために〜」2009年2月4日初演
- 国想う在野議員の会
応援歌『頑張れ日本』を提供。
- クイズ・ドレミファドン!のテーマ
石川ひとみ歌唱。
- マゴベエ探偵団のテーマ
子門真人歌唱。

## 受賞・栄典
- 1988年 - 第30回日本レコード大賞企画賞、特別企画賞受賞（交響組曲『ドラゴンクエストI・II・III』）[4][113]
- 1989年 - 第3回日本ゴールドディスク大賞THE BEST ALBAME OF THE YEAR 企画部門受賞（交響組曲『ドラゴンクエストIII』）[114]
- 1990年 - 第5回日本ゴールドディスク大賞 アルバム賞 企画部門受賞（交響組曲『ドラゴンクエストIV』）[115]
- 2000年 - 第4回文化庁メディア芸術祭デジタルアート・インタラクティブ部門大賞（『ドラゴンクエストVII エデンの戦士たち』）[116]
- 2003年 - 第21回JASRAC賞銅賞受賞（『亜麻色の髪の乙女』）[117]
- 2004年 - 第22回JASRAC賞銅賞受賞（『亜麻色の髪の乙女』）[118]
- 2016年 - ギネスワールドレコード社・世界記録受賞（ギネス世界記録）（『ゲームミュージック作曲・編曲者として世界最高齢・満84歳292日』）[119]
- 2017年 - 文化庁長官表彰[120]
- 2018年 - 旭日小綬章[32]
- 2020年 - 文化功労者[3]
- 2020年 - 第38回JASRAC賞銀賞受賞（『ドラゴンクエスト序曲』）[121]
- 2021年 - 従四位、旭日中綬章[36]
- 2021年 - 第63回日本レコード大賞特別功労賞
- 2022年 - 第17回渡辺晋賞特別賞[122]

## 出演

### テレビ番組
- TVGAME MUSEUM（1987年） - 糸井重里との対談
- 週刊フジテレビ批評特大号『伝えておきたいテレビの事！“ザ・ヒットパレード”とすぎやまこういち』（2013年12月27日、フジテレビ）
- 食彩浪漫（2004年3月21日、NHK総合）
- BSエンターテインメント『大集合！わが青春のグループサウンズ』（2006年3月21日、NHK BS2 ・3月30日、NHK hi）
- どれみふぁワンダーランド（2010年2月27日、NHK BS2・4月2日、NHK BShi）
- 題名のない音楽会（2010年8月29日、2011年6月21日、2012年8月12日、テレビ朝日）
- その時、私は（2012年6月23日、BSフジ）
- サンデースコープ『忘れられない「ひと言」』"5分プラス81年"（2012年9月9日、BS-TBS）[123]
- 日いづる国より（チャンネル桜）随時出演
- 今蘇るザ・ピーナッツ伝説〜愛と絆が生んだ永遠のハーモニー〜（2015年4月17日、BS-TBS）

### ラジオ番組
- サウンド・イン・ナウ（1971年4月3日 - 1977年9月24日、FM東京）土曜日15:00
- いちご列車（TBSラジオ）
- サントリー・サタデー・ウェイティング・バー（2004年1月・2月、TOKYO FM）
- ホリデーミュージックウェーブ 「ゲーム音楽」-ドラゴンクエスト 20年“ゲーム音楽"そして伝説へ（2006年9月18日、NHK-FM）
- ラジオほっとタイム（2007年4月6日、NHKラジオ第1） - 「ビュッフェ131」コーナーに出演
- 垣花正 あなたとハッピー!（2010年5月3日 - 6日、ニッポン放送）
  - 5月3日「ザ・ヒットパレード」・4日「恋のフーガ」・5日「ローマの雨」・6日「交響組曲『ドラゴンクエストIX』星空の守り人」
- すっぴん!（2012年7月5日、NHKラジオ第1）
- トーキング ウィズ 松尾堂（2012年4月8日、NHK-FM）[124]

### 映画
- ザ・タイガース 世界はボクらを待っている（1968年、製作：東宝・渡辺プロダクション） - リハーサルスタジオの関係者 役 ※音楽も担当

### CM
- 松下電器産業（現・パナソニック）「テクニクス コンサイスコンポ&ビッグGM」（1978年 - 1979年） - 小林亜星と共演[125]

## 演じた人物
- 原田泰造 - ザ・ヒットパレード〜芸能界を変えた男・渡辺晋物語〜（2006年5月26日・27日、フジテレビ）
- 安田顕 - 24時間テレビ 愛は地球を救う45「すぎやまこういち物語 ドラゴンクエスト『序曲』知られざる誕生秘話」（2022年8月27日、日本テレビ）[126]

## 書籍

### 著書
- すぎやまこういち『やさしい作曲入門』日本文芸社、東京、1980年6月。
  - すぎやまこういち『やさしい作曲入門』復刊ドットコム、2010年4月。ISBN 9784835444161。
- すぎやまこういち『すぎやまこういちの体験作曲法』毎日新聞社、1981年3月。
  - すぎやまこういち『すぎやまこういちの体験作曲法』ブッキング、東京、2006年12月。ISBN 9784835442730。
- すぎやまこういち『すぎやまこういちのゲーム大博覧会』日本ソフトバンク出版事業部、1989年2月。ISBN 4890520449。

### 共編
- すぎやま, こういち、直井, 浩明、ブロック, ジョン・R ほか 編『国産カメラ図鑑』ザ・クォータープランニング、1985年1月。ISBN 4257031875。

### 関連書籍
- 『ドラゴンクエスト30thアニバーサリー すぎやまこういちワークス～勇者すぎやんLV85～』スクウェア・エニックス、2016年7月23日。ISBN 9784757550469。